# Alphesiboca granulata
Alphesiboca granulata är en insektsart som först beskrevs av Melichar 1914.  Alphesiboca granulata ingår i släktet Alphesiboca och familjen Tropiduchidae. Inga underarter finns listade i Catalogue of Life.